# Nicole Branagh
Nicole Branagh (* 31. Januar 1979 in Orinda, Kalifornien) ist eine US-amerikanische Beachvolleyball- und ehemalige Volleyballspielerin.

## Karriere Halle
An der Miramonte High School in San Leandro in Kalifornien spielte Nicole Branagh sowohl Volleyball als auch Basketball. Mit dem College-Volleyballteam von Minnesota holte sie 2002 die US-Meisterschaft. Außerdem spielte sie von 2001 bis 2003 in der Nationalmannschaft der USA und errang bei den Panamerikanischen Spielen 2003 die Bronzemedaille.

## Karriere Beach

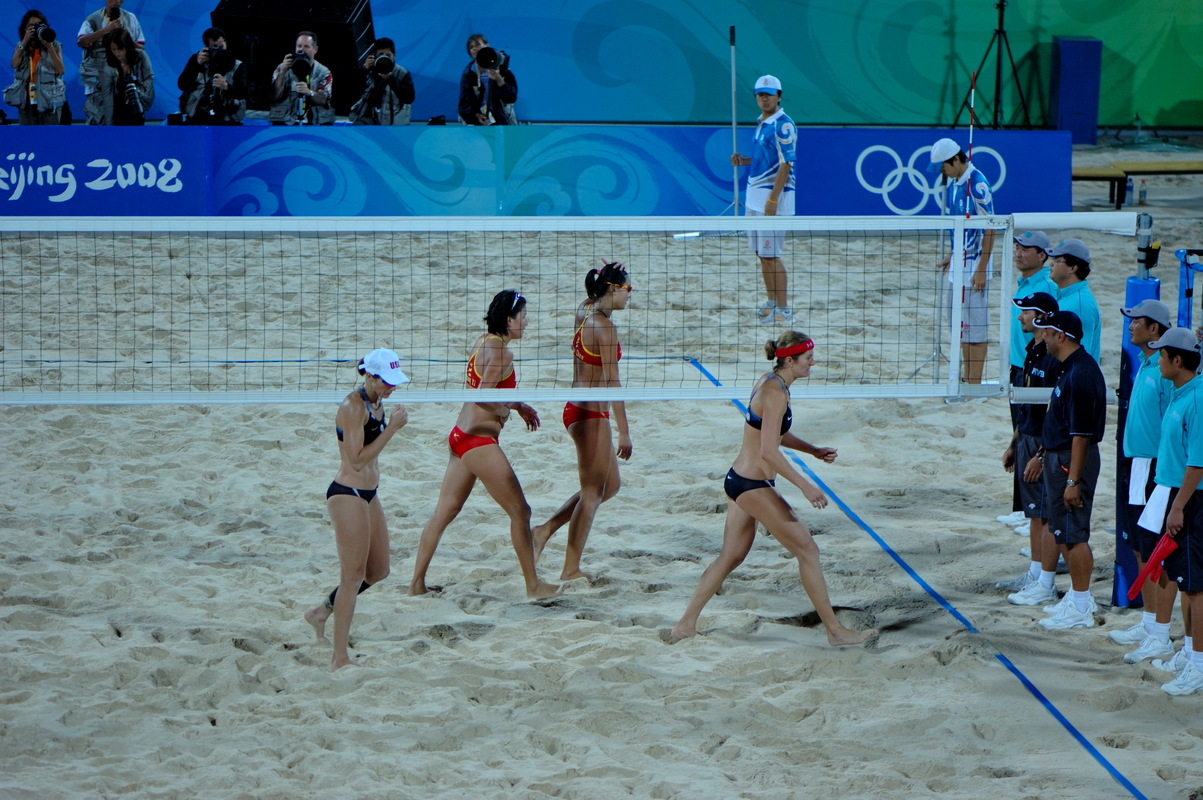
Nicole Branagh mit rotem Stirnband

2004 startete Nicole Branagh ihre Beachvolleyballkarriere. 2005 spielte sie mit Angela Akers, 2006 im Wechsel mit den Bronzemedaillengewinnerinnen von Athen, Holly McPeak und Elaine Youngs. Das Duo Branagh/Youngs belegte 2007 den fünften Platz bei der Weltmeisterschaft in Gstaad, 2008 den fünften Platz bei den Olympischen Spielen in Peking und 2009 erneut den fünften Platz bei der Weltmeisterschaft in Stavanger.
2010 trat Nicole Branagh nacheinander mit den zweifachen Olympiasiegerinnen Misty May-Treanor und Kerri Walsh an. Das Duo Branagh/Walsh gewann das FIVB-Turnier in Phuket.
Nachdem sich 2011 May-Treanor und Walsh mit dem Ziel der Teilnahme an den Olympischen Spielen 2012 in London wieder zusammenfanden, startete Nicole Branagh 2011 wieder mit Angela Akers. 2012 spielte sie dann mit verschiedenen Partnerinnen, nach dem Karriereende von May-Treanor auch wieder mit Walsh.